# Katai Tayama
Katai Tayama (田山 花袋, Tayama Katai), 22 janvier 1872 - 13 mai 1930, nom véritable Tayama Rokuya) est  un écrivain japonais. Ses livres les plus connus comprennent Inaka Kyōshi et Futon. Il est connu pour avoir fondé le genre littéraire japonais naturaliste appelé roman « je » qui tourne autour de l'auto-examen détaillé d'un auteur introspectif. Il a également écrit au sujet de ses expériences de la guerre russo-japonaise.

## Biographie
Tayama naît au Japon, à Tatebayashi (préfecture de Gunma), dans une shizoku (c'est-à-dire une famille d'anciens samouraï), à l'époque de l'abolition des privilèges de cette classe. Son père, entré dans la police pour subvenir aux besoins de la famille, est tué en avril 1877 lors de la rébellion de Satsuma. Katai est envoyé avec son frère aîné et sa sœur à Tokyo, où il entre dans une librairie comme apprenti, mais il perd son poste et retourne à Tatebayashi en 1882.
Toute la famille s'installe à Tokyo en 1886, et Tayama suit les cours de poésie de Tatsuo Matsuura (Hagitsubo, 1844-1909) avant de faire appel à Ozaki Kōyō en 1891 au seuil de sa carrière littéraire. Cependant, il se brouille bientôt avec Ozaki et c'est Suiin Emi qui aide Tayama à s'imposer comme écrivain de voyage. Il se joint au groupe Bungakukai en 1896, et se lie d'amitié avec Kunikida Doppo qui lui fait connaitre les œuvres d'écrivains occidentaux tel que Guy de Maupassant, dont il ressent profondément l'influence. Tayama se marie en février 1899, sa mère meurt en août et en septembre il rejoint l'équipe du journal Hakubunkan. En 1902, il obtient son premier succès avec Jūemon no saigo, inspiré par le Katzensteg de Hermann Sudermann. En 1904, il est envoyé en Mandchourie en tant que correspondant de guerre. Cette expérience l'amène à écrire des histoires comme Ippeisotsu (Un Soldat, 1908).
En 1903, une admiratrice, Michiyo Okada (1885-1968), lui écrit ; apparemment influencé par la pièce Les Âmes solitaires de Gerhart Hauptmann, Tayama lui donne la permission de venir à Tokyo comme élève en littérature. Elle arrive en février 1904, mais ne demeure que pendant un mois seulement avant que l'écrivain ne parte pour la Mandchourie, le 23 mars. Après son retour, le 20 septembre, elle revient et reste jusqu'en janvier 1906. Il ne commence pas de liaison, mais utilise la tension romantique comme matériau pour son œuvre alors la plus ambitieuse, Futon (1907), qui lui permet de se faire un nom en tant qu'écrivain, et créé le genre littéraire japonais appelé « roman je », même si, en fait, Futon est largement rapporté à la troisième personne. En janvier 1909, Okada est déshéritée par sa famille, et Tayama l'adopte comme sa fille. En 1907, il s'engage dans une liaison avec une geisha nommée Yone Iida (1889 -?); cette expérience est malheureuse, et ponctuée par la mort d'amis et de membres de la famille, de sorte que ses œuvres ultérieures prennent un ton obscur, pessimiste et religieux. Après le séisme de 1923 de Kantō, Katai fournit à Iida un endroit où demeurer parce que sa maison a été détruite dans la catastrophe. Cette période de sa relation est relatée dans le roman Cent nuits (Momoyo, 1927). 
Il continue à écrire jusqu'à sa mort d'un cancer de la gorge en 1930.

## Liste des œuvres traduites en français
- 1907 : Le Malade de beauté, dans Anthologie de nouvelles japonaises contemporaines (Tome II), nouvelle traduite par Jean-Jacques Tschudin, Gallimard, 1989.
- 1907-1908 : Futon, trois nouvelles (Futon ; Un soldat ; Une botte d'oignons) traduites par Amina Okada, Publications Orientalistes de France (collection D’Étranges pays), 1987.
- 1912 : Voix ferrée, dans Les Noix La Mouche Le Citron et dix autres récits de l'époque Taishô, nouvelle traduite par Pascale Montupet, Le Calligraphe / Picquier, 1986.